# Ministre des Communications (Canada)
Le ministre des Communications du Canada est un ancien poste du Cabinet du Canada créé le 1er avril 1969 et aboli de jure le 12 juillet 1996 lors que la Loi constituant le ministère du Patrimoine canadien et modifiant ou abrogeant certaines lois entre en vigueur,.
Le poste n'est plus utilisé en pratique depuis novembre 1993.

## Missions
Le mandat du ministère est de « favoriser le bon fonctionnement et le développement des communications au Canada », en exerçant l'encadrement et favorisant le développement du secteur des télécommunications et des services de communications. Le ministère est ainsi notamment chargé de fournir les services de télécommunications aux autres ministères et organismes du gouvernement du Canada.
Jusqu'à la création de Postes Canada le ministère des Communications était chargé de recommander des programmes nationaux relatifs aux postes canadiennes.
Lors de son abolition, plusieurs de ses responsabilités sont transférées au ministère du Patrimoine canadien.

## Historique

### Réorganisations de 1993

#### Cabinet de Kim Campbell (juin 1993)
Kim Campbell choisit de réduire le nombre de ministres composant son cabinet. Monique Landry est ainsi nommée simultanément Secrétaire d'État du Canada et ministre des Communications. C'est la dernière fois que le titre de ministre des Communications est utilisé en pratique.

#### Cabinet de Jean Chrétien (novembre 1993)
Lors de la constitution du premier cabinet dirigé par Jean Chrétien après les élections fédérales de 1993, Michel Dupuy) est nommé simultanément ministre des Communications et ministre du Multiculturalisme et de la Citoyenneté mais il porte en pratique le titre ministre du Patrimoine canadien.

## Liste des ministres
| Titulaire Parti             | Titulaire Parti                                         | Début                       | Fin                         | Cabinet        |
| --------------------------- | ------------------------------------------------------- | --------------------------- | --------------------------- | -------------- |
| Ministre des Communications | Ministre des Communications                             | Ministre des Communications | Ministre des Communications | 20e (Trudeau)  |
|                             | Eric Kierans Libéral                                    | 1er avril 1969              | 28 avril 1971               | 20e (Trudeau)  |
|                             | Jean-Pierre Côté (par interim) Libéral                  | 29 avril 1971               | 10 mai 1971                 | 20e (Trudeau)  |
|                             | Gérard Pelletier (par interim) Libéral                  | 11 mai 1971                 | 11 août 1971                | 20e (Trudeau)  |
|                             | Robert Stanbury Libéral                                 | 12 août 1971                | 26 novembre 1972            | 20e (Trudeau)  |
|                             | Gérard Pelletier Libéral                                | 27 novembre 1972            | 28 août 1975                | 20e (Trudeau)  |
|                             | Pierre Juneau Libéral                                   | 29 août 1975                | 24 octobre 1975             | 20e (Trudeau)  |
|                             | Otto Lang (par interim) Libéral                         | 25 octobre 1975             | 4 décembre 1975             | 20e (Trudeau)  |
|                             | Jeanne Sauvé Libéral                                    | 5 décembre 1975             | 3 juin 1979                 | 20e (Trudeau)  |
|                             | David MacDonald Progressiste-conservateur               | 4 juin 1979                 | 2 mars 1980                 | 21e (Clark)    |
|                             | Francis Fox Libéral                                     | 3 mars 1980                 | 29 juin 1984                | 22e (Trudeau)  |
|                             | Edward Lumley Libéral                                   | 30 juin 1984                | 16 septembre 1984           | 23e (Turner)   |
|                             | Marcel Masse Progressiste-conservateur                  | 17 septembre 1984           | 25 septembre 1985           | 24e (Mulroney) |
|                             | Benoît Bouchard (par interim) Progressiste-conservateur | 26 septembre 1985           | 29 novembre 1985            | 24e (Mulroney) |
|                             | Marcel Masse Progressiste-conservateur                  | 30 novembre 1985            | 29 juin 1986                | 24e (Mulroney) |
|                             | Flora MacDonald Progressiste-conservateur               | 30 juin 1986                | 7 décembre 1988             | 24e (Mulroney) |
|                             | Lowell Murray (par interim) Progressiste-conservateur   | 8 décembre 1988             | 29 janvier 1989             | 24e (Mulroney) |
|                             | Marcel Masse Progressiste-conservateur                  | 30 janvier 1989             | 20 avril 1991               | 24e (Mulroney) |
|                             | Perrin Beatty Progressiste-conservateur                 | 21 avril 1991               | 24 juin 1993                | 24e (Mulroney) |
|                             | Monique Landry Progressiste-conservateur                | 25 juin 1993                | 3 novembre 1993             | 25e (Campbell) |
|                             | Michel Dupuy Libéral                                    | 4 novembre 1993             | 24 janvier 1996             | 26e (Chrétien) |
|                             | Sheila Copps Libéral                                    | 25 janvier 1996             | 1er mai 1996                | 26e (Chrétien) |
|                             | Lucienne Robillard (par interim) Libéral                | 2 mai 1996                  | 18 juin 1996                | 26e (Chrétien) |
|                             | Sheila Copps Libéral                                    | 19 juin 1996                | 11 juillet 1996             | 26e (Chrétien) |